# Taras Kaczaraba
Taras Iwanowycz Kaczaraba, ukr. Тарас Іванович Качараба (ur. 7 stycznia 1995 w Żydaczowie, w obwodzie lwowskim, Ukraina) – ukraiński piłkarz, grający na pozycji obrońcy.

## Kariera piłkarska

### Kariera klubowa
Wychowanek Szkoły Sportowej we Lwowie, barwy której bronił w juniorskich mistrzostwach Ukrainy (DJuFL). Karierę piłkarską rozpoczął 12 kwietnia 2012 w składzie trzeciej drużyny Szachtara. Latem 2014 został wypożyczony na pół roku do Howerły Użhorod. 11 lipca 2017 został wypożyczony do Zirki Kropywnycki. 1 lutego 2018 opuścił Zirkę. Następnie wypożyczono go do Slovana Liberec. 17 lipca 2019 klub wykupił kontrakt piłkarza.

### Kariera reprezentacyjna
Występował w juniorskich reprezentacjach Ukrainy różnych kategorii wiekowych. Od 2015 do 2016 bronił barw młodzieżówki.